# 富久錦
富久錦株式会社（ふくにしき）は、兵庫県加西市の酒類製造・販売業者。
代表銘柄は『富久錦』である。

## 概要
仕込む酒の全てが純米酒である。（リキュール：梅酒を除く）
酒蔵を改造したショップ・レストラン「ふく蔵」も運営し、試飲会などを精力的に行っている。

## 沿革
- 1839年 創業。
- 1954年 (株)稲岡本家商店として法人化
- 1964年 社名を富久錦(株)と改称
- 1987年 全製品純米酒化宣言（5ヵ年計画始動）
- 1992年 全量純米酒化の実施。純米蔵となる（西日本で最初）
- 1996年 全量加西産米に切り替える
- 2001年 直営店「ふく蔵（くら）」オープン

## 銘柄
定番純米酒
- 純米大吟醸 瑞福
- 純米吟醸 神代の舞
- 竹皮包み
- 純米吟醸
- 特別純米
- 純米

低アルコール酒
- 米米酒
- Fu.(ふ)
- 純米酒でつけた 梅酒

春季限定
- 純米大吟醸雫酒 吟霞
- 純米大吟醸 春の一刻

夏季限定
- 純米原酒(梅酒用)

秋季限定
- 純米吟醸 ひやおろし
- 特別純米 ひやおろし

冬季限定
- 純米 しぼりたて
- 純米 にごり酒
- 特別純米 下天の夢
- 特別純米 生原酒
- 純米吟醸 生酒

## 受賞歴
- 全国新酒鑑評会　金賞受賞（5回）